# Paruline à ailes blanches
Myioborus pictus
Espèce
Statut de conservation UICN

 LC  : Préoccupation mineure
La Paruline à ailes blanches (Myioborus pictus) est une espèce de passereaux appartenant à la famille des Parulidae.

## Description
Elle mesure 12,5 à 15 cm de longueur. Son plumage est en grande partie de couleur noire mais elle a des taches alaires, les rectrices externes, le ventre et un demi-cercle au-dessous des yeux blancs mais sa caractéristique principale est, chez les individus matures, le rouge écarlate de sa poitrine. Fait inhabituel chez les parulines, la femelle est capable de chanter aussi bien que le mâle et, au printemps, au moment de la cour, les couples chantent ensemble.

## Répartition

zone de nidification
zone de nidification et d'hivernage

Elle est commune à des altitudes comprises entre 1 500 et 2 500 m et construit son nid dans les chênaies ouvertes et les canyons d'Amérique centrale, mais aussi au nord jusque dans l'Arizona et le Nouveau-Mexique aux États-Unis, dans les Madrean Sky Islands, ainsi que la Mogollon Rim plus au nord (régions du sud du Plateau du Colorado). Au cours de l'hiver, ces oiseaux peuvent migrer jusqu'au Nicaragua.Un couple a été vu à Québec (Canada),au début du mois de juin, au Domaine de Maizerets, ce qui est très rarissime, voir quebecoiseaux.org pour photos.

## Reproduction
Elle niche sur le sol, le nid étant caché dans les rochers, les racines ou les touffes d'herbe sur les terrains en forte pente. Le nid large et peu profond est construit avec des lanières d'écorce, des fibres végétales, des feuilles et de l'herbe. La femelle pond 3 ou 4 œufs blancs ou crème parsemés de fines taches brunes et rousses. L'incubation dure environ 14 jours mais les autres détails de la nidification sont en grande partie inconnus.

## Sous-espèces
D'après Alan P. Peterson, 2 sous-espèces ont été décrites :
- Myioborus pictus guatemalae (Sharpe) 1885
- Myioborus pictus pictus (Swainson) 1829

## Pour en savoir plus

### Livre
- Barber, D. R., P. M. Barber, and P. G. Jablonski. 2000. Painted Redstart (Myioborus pictus). In The Birds of North America, No. 528 (A. Poole and F. Gill, eds.). The Birds of North America, Inc., Philadelphia, PA.

### Thèse
- Christoferson LL. M.S. (1996). Defining breeding habitat for painted redstarts, solitary vireos, and western wood-pewees in riparian areas of southeastern Arizona. The University of Arizona, United States—Arizona.

### Articles
- Borowiec M, Cygan J, Jablonski P, Keller P & Sergiej E. (2006). The role of post-mating signals in breeding success: Does the intensity of nest building behavior in the Painted Redstart function as a signal of female quality?. Journal of Ornithology. p. 1) 140, AUG 2006.
- Chace JE. (2005). Host use by sympatric cowbirds in southeastern Arizona. Wilson Bulletin. vol 117, no 4. p. 375-381.
- Christoferson LL & Morrison ML. (2001). Integrating methods to determine breeding and nesting status of 3 western songbirds. Wildlife Society Bulletin. vol 29, no 2. p. 688-696.
- Cygan JP, Jablonski P, Osiejuk T, Borowiec M & Stawarczyk T. (2006). Reaction of male Painted Redstarts to playback stimuli: How it reflects social status. Journal of Ornithology. p. 1) 152, AUG 2006.
- Cygan JP & Jablonski PG. (2000). Painted redstart (Myioborus pictus) song: Preliminary analysis of song production rate. Biological Bulletin of Poznań. vol 37, no 1. p. 79-82.
- Galatowitsch ML & Mumme RL. (2004). Escape behavior of neotropical homopterans in response to a flush-pursuit predator. Biotropica. vol 36, no 4. p. 586-595.
- Howell SNG & Pyle P. (1993). New and noteworthy bird records from Baja California, Mexico, October 1991. Western Birds. vol 24, no 1. p. 57-62.
- Jablonski P, Borowiec M, Cygan JP, Mumme R & Sergiej E. (2006). Evolutionary significance of geographic variation in a plumage-based foraging adaptation. Journal of Ornithology. p. 1) 90, AUG 2006.
- Jablonski PG. (1999). A rare predator exploits prey escape behavior: The role of tail-fanning and plumage contrast in foraging of the painted redstart (Myioborus pictus). Behavioral Ecology. vol 10, no 1. p. 7-14.
- Jablonski PG. (2001). Sensory exploitation of prey: Manipulation of the initial direction of prey escapes by a conspicuous 'rare enemy'. Proceedings of the Royal Society Biological Sciences Series B. vol 268, no 1471. p. 1017-1022.
- Jablonski PG. (2002). Searching for conspicuous versus cryptic prey: Search rates of flush-pursuing versus substrate-gleaning birds. Condor. vol 104, no 3. p. 657-661.
- Jablonski PG. (2003). The painted redstart (Myioborus pictus L.) search rate of a cryptic versus conspicuous prey: A field test of optimal search models. Polish Journal of Ecology. vol 51, no 3. p. 385-388.
- Jablonski PG. (2004). Conspicuousness of a flush-pursue predator, the painted redstart (Myioborus pictus L.): An experiment using bird models in a breeding habitat. Polish Journal of Ecology. vol 52, no 1. p. 79-81.
- Jablonski PG, Lasater K, Mumme RL, Borowiec M, Cygan JP, Pereira J & Sergiej E. (2006). Habitat-specific sensory-exploitative signals in birds: Propensity of dipteran prey to cause evolution of plumage variation in flush-pursuit insectivores. Evolution. vol 60, no 12. p. 2633-2642.
- Jablonski PG & Lee SD. (2006). Effects of visual stimuli, substrate-borne vibrations and air current stimuli on escape reactions in insect prey of flush-pursuing birds and their implications for evolution of flush-pursuers. Behaviour. vol 143, no Part 3. p. 303-324.
- Jablonski PG, Lee SD & Jerzak L. (2006). Innate plasticity of a predatory behavior: nonlearned context dependence of avian flush-displays. Behavioral Ecology. vol 17, no 6. p. 925-932.
- Jablonski PG & McInerney C. (2005). Prey escape direction is influenced by the pivoting displays of flush-pursuing birds. Ethology. vol 111, no 4. p. 381-396.
- Jablonski PG & Strausfeld NJ. (2000). Exploitation of an ancient escape circuit by an avian predator: Prey sensitivity to model predator display in the field. Brain Behavior & Evolution. vol 56, no 2. p. 94-106.
- Jablonski PG & Strausfeld NJ. (2001). Exploitation of an ancient escape circuit by an avian predator: Relationships between taxon-specific prey escape circuits and the sensitivity to visual cues from the predator. Brain Behavior & Evolution. vol 58, no 4. p. 218-240.
- Lovette IJ & Hochachka WM. (2006). Simultaneous effects of phylogenetic niche conservatism and competition on avian community structure. Ecology. p. S) S14-S28, JUL 2006.
- Marshall J & Balda RP. (1974). BREEDING ECOLOGY OF PAINTED REDSTART. Condor. vol 76, no 1. p. 89-101.
- Mumme RL. (2002). Scare tactics in a neotropical warbler: White tail feathers enhance flush-pursuit foraging performance in the Slate-throated Redstart (Myioborus miniatus). Auk. vol 119, no 4. p. 1024-1035.
- Mumme RL, Galatowitsch ML, Jablonski PG, Stawarczyk TM & Cygan JP. (2006). Evolutionary significance of geographic variation in a plumage-based foraging adaptation: An experimental test in the slate-throated redstart (Myioborus miniatus). Evolution. vol 60, no 5. p. 1086-1097.
- Rééd.JM. (1995). Relative vulnerability of extirpation of Montane breeding birds in the Great Basin. Great Basin Naturalist. vol 55, no 4. p. 342-351.
- Spofford SH & Fisk LH. (1977). Additions to the List of Nectar Feeding Birds. Western Birds. vol 8, no 3. p. 109-112.
- Unitt P. (1974). Painted Redstarts Attempt to Breed in California. Western Birds. vol 5, no 3. p. 94-96.